# Unité urbaine de Brive-la-Gaillarde
L'unité urbaine de Brive-la-Gaillarde est une unité urbaine française centrée sur la ville de Brive-la-Gaillarde, sous-préfecture du département de la Corrèze, en région Nouvelle-Aquitaine.

## Données générales
Dans le zonage réalisé par l'Insee en 1999, l'unité urbaine de Brive-la-Gaillarde était composée de sept communes, dont cinq en Corrèze, dans l'arrondissement de Brive-la-Gaillarde et deux en Dordogne, dans l'arrondissement de Sarlat-la-Canéda.
Dans le zonage réalisé en 2010, l'unité urbaine était composée de douze communes, puis onze après la fusion en 2016 des communes de Malemort-sur-Corrèze et Venarsal en Malemort, le périmètre s'étant agrandi en Corrèze des communes de Cosnac, Saint-Cernin-de-Larche, Sainte-Féréole, Varetz et Venarsal.
Dans le nouveau zonage réalisé en 2020, elle est composée de douze communes, le périmètre s'étant agrandi de la commune corrézienne de Noailles.
En 2022, avec 74 856 habitants dans le département de la Corrèze (1 600 habitants en Dordogne), elle représente la première unité urbaine de ce département. Elle occupe en 2022 le 9e rang dans la région Nouvelle-Aquitaine, derrière celles de Bordeaux, Bayonne, Pau, Limoges, La Rochelle, Poitiers, Angoulême et Agen.
En 2022, sa densité de population s'élève à 332 hab/km2. Par sa superficie en Corrèze, elle représente 3,75 % du territoire de ce département et elle en regroupe 31,17 % de la population.
Les dix communes de l'unité urbaine situées en Corrèze font partie de la communauté d'agglomération du Bassin de Brive, qui rassemble 48 communes.
Le tableau suivant détaille la répartition de l'unité urbaine (zonage 2020) en 2022 sur les départements (les pourcentages s'entendent en proportion de chaque département) :
| Département | Communes | Communes (%) | Superficie (km2) | Superficie (%) | Population (2022) | Population (%) |
| ----------- | -------- | ------------ | ---------------- | -------------- | ----------------- | -------------- |
| Corrèze     | 10       | 3,61         | 219,74           | 3,75           | 74 856            | 31.17          |
| Dordogne    | 2        | 0,40         | 10,81            | 0,37           | 1 600             | 0,38           |
| Total       | 12       |              | 230.55           |                | 76 456            |                |

## Composition
Dans les deux tableaux ci-dessous, les communes de la Dordogne sont classées après celles de la Corrèze.

### Composition (zonage 2010)
| - OpenStreetMap Unité urbaine. |

En 2010, l'Insee a procédé à une révision de la délimitation de l'unité urbaine de Brive-la-Gaillarde qui rassemblait alors douze communes.
Au 1er janvier 2016, Malemort-sur-Corrèze et Venarsal fusionnent pour former la commune nouvelle de Malemort et l'unité urbaine compte alors onze communes qui sont :
- Brive-la-Gaillarde
- Cosnac
- Larche (Corrèze)
- Malemort
- Saint-Cernin-de-Larche
- Saint-Pantaléon-de-Larche
- Sainte-Féréole
- Ussac
- Varetz
- La Feuillade
- Pazayac.

### Composition (zonage 2020)
Dans le zonage 2020, l'unité urbaine est composée des douze communes suivantes :
| Nom                               | Code Insee | Département | Statut       | Superficie (km2) | Population (dernière pop. légale) | Densité (hab./km2) | Modifier                                    |
| --------------------------------- | ---------- | ----------- | ------------ | ---------------- | --------------------------------- | ------------------ | ------------------------------------------- |
| Brive-la-Gaillarde (ville-centre) | 19031      | Corrèze     | ville-centre | 48,59            | 46 769 (2022)                     | 963                | modifier les données · modifier les données |
| Cosnac                            | 19063      | Corrèze     | banlieue     | 19,98            | 3 042 (2022)                      | 152                | modifier les données · modifier les données |
| Larche                            | 19107      | Corrèze     | banlieue     | 5,74             | 1 654 (2022)                      | 288                | modifier les données · modifier les données |
| Malemort                          | 19123      | Corrèze     | banlieue     | 19,65            | 7 995 (2022)                      | 407                | modifier les données · modifier les données |
| Noailles                          | 19151      | Corrèze     | banlieue     | 12,57            | 945 (2022)                        | 75                 | modifier les données · modifier les données |
| Saint-Cernin-de-Larche            | 19191      | Corrèze     | banlieue     | 9,15             | 678 (2022)                        | 74                 | modifier les données · modifier les données |
| Sainte-Féréole                    | 19202      | Corrèze     | banlieue     | 35,58            | 2 060 (2022)                      | 58                 | modifier les données · modifier les données |
| Saint-Pantaléon-de-Larche         | 19229      | Corrèze     | banlieue     | 23,47            | 5 006 (2022)                      | 213                | modifier les données · modifier les données |
| Ussac                             | 19274      | Corrèze     | banlieue     | 24,63            | 4 271 (2022)                      | 173                | modifier les données · modifier les données |
| Varetz                            | 19278      | Corrèze     | banlieue     | 20,38            | 2 436 (2022)                      | 120                | modifier les données · modifier les données |
| La Feuillade                      | 24179      | Dordogne    | banlieue     | 3,97             | 797 (2022)                        | 201                | modifier les données · modifier les données |
| Pazayac                           | 24321      | Dordogne    | banlieue     | 6,84             | 803 (2022)                        | 117                | modifier les données · modifier les données |

## Évolution démographique

### Évolution démographique selon le zonage 2010
L'évolution démographique ci-dessous concerne l'unité urbaine selon le périmètre défini en 2010.
| 1968   | 1975   | 1982   | 1990   | 1999   | 2007   | 2012   | 2017   |
| ------ | ------ | ------ | ------ | ------ | ------ | ------ | ------ |
| 57 819 | 66 437 | 70 056 | 71 169 | 72 099 | 76 357 | 75 089 | 75 046 |

### Évolution démographique selon le zonage 2020
L'évolution démographique ci-dessous concerne l'unité urbaine selon le périmètre défini en 2020.
| 1968   | 1975   | 1982   | 1990   | 1999   | 2006   | 2011   | 2016   | 2022   |
| ------ | ------ | ------ | ------ | ------ | ------ | ------ | ------ | ------ |
| 58 179 | 66 820 | 70 571 | 71 817 | 72 855 | 76 225 | 76 809 | 76 005 | 76 456 |

Histogramme

(élaboration graphique par Wikipédia)

## Pour approfondir